# Bakarne Atxukarro Estomba
Bakarne Atxukarro Estomba (Irún, Guipúzcoa, 19 de agosto de 1974) es una periodista y escritora irunesa.  

## Biografía
Bakarne Atxukarro Estomba nació en Irun en 1974 y vive en Pamplona. Es licenciada en periodismo por la Universidad de Navarra. 

## Trayectoria
Desde 1997 ha desarrollado su actividad profesional en distintos medios de comunicación tanto en redacción como en el departamento de marketing y publicidad. En prensa escrita en varias publicaciones de EGN Comunicación, en televisión (Canal4_Localia TV) y en radio (Cope Navarra). De 2007 a 2018 fue responsable de comunicación de Auditorio Barañáin de Navarra. En la actualidad ejerce de técnica de comunicación en la Mancomunidad de la Comarca de Pamplona y prepara el lanzamiento de su primera novela dirigida a público adulto, "El café de los miércoles" y de la nueva colección de cuentos infantiles "Rotia y Ragón".
En 2014 con la colaboración de Izaskun Zubialde, para los textos en euskera, y de Asun Egurza, para las ilustraciones, publicaron Cuentos de mitología vasca para niños: Recopilación de cuentos clásicos para niños - Euskal Mitologia. Haurrentzako ipuinak: Euskaldun ipuin herrikoien bilduma, (CreateSpace IPP, 2014) dos volúmenes digitales que las autoras editaron por su cuenta y publicaron en Amazon, donde lograron 12.000 visitas en tres días. El libro tuvo descargas desde Chile, México, Estados Unidos y Alemania o Asturias, Granada y La Rioja. Tras este proyecto, se gestó Mitología vasca. Cuentos infantiles - Euskal mitologia haurrei kontatua (Editorial Txalaparta, 2015) con ilustraciones de Aitziber Alonso.
Sin embargo, es con la editorial Denonartean con la que este grupo de mujeres publica la mayor parte de sus libros. "Mitología Vasca para niños" vol. I y II, "Olentzero y Mari Domingi", "Tartalo", "Basajaun", "Un volcán en la huerta", "Lekim, el niño cavernícola", "Sin Red" (finalista de Premio Euskadi de literatura infantil y juvenil 2018).
Todos estos títulos están también publicados en euskera y en inglés, gracias a una colaboración realizada con el alumnado del programa USAC San Sebastián de la Universidad del País Vasco. En 2018, por otra parte, el Centro de Estudios Vascos de la Universidad de Nevada, Reno, publicó "Stories of Basque Mythology", traducción del primer libro de mitología de estas tres mujeres. Este libro también fue traducido al francés por Maggy Gaillardet bajo el título "Mythologie basque: Contes enfantins" y fue publicado por la editorial Denonartean.
En 2016 Bakarne publica en solitario "Emakume baten hausnarketak", un libro recopilatorio de relatos cortos con la mujer de protagonista. Y en 2020 saca a la luz "Gizalabak", una recopilación de breves biografías de mujeres.
Previamente, había escrito otros dos libros, "Ametsa, un sueño hecho realidad" y "Coral Barañain, 25 años cantando historias y contando canciones". En ambas ocasiones el trabajo está centrado en la historia de las citadas corales.
En 2021 publica con la editorial Erein su novela "El café de los miércoles", junto a Izaskun Zubialde y editorial Erein la colección de cuentos infantiles "Rotia y Ragón" y junto a la mencionada Izaskun Zubialde y Asun Egurza "Mari" con la editorial Denonartean.
Es la presidenta de la Asociación Cultural Oskarbi Kultur Elkartea, creada en 2016 y formada por más de treinta personas de la comarca del Bidasoa relacionadas con el mundo editorial y de la escritura. El mismo año de su fundación, editó el libro "Oskarbi 21" en el que la autora participó con su relato " Ama langile baten egunerokoa". 
También es miembro de la Asociación Navarra de Escritores que en 2017 publicó el libro "El alma del vino" en el que Bakarne participó con el relato "Un nuevo ciclo".
Colabora asiduamente con la asociación cultural Ondare. A raíz de esta colaboración, en noviembre de 2018 participó activamente en la presentación de seis nuevos gigantes de la asociación y en la elaboración de un folleto explicativo de la historia que representaba cada uno de ellos. En 2020 participa en la edición del libro "Irun, historia gigante", en el que escribe la totalidad de los textos referentes a la historia que representan los trece personajes que en él aparecen, además de tres relatos: "Hilari, mi amatxi y madrina", "Bidasoa txapeldun" e "Hilo y aguja"
Al margen de la escritura, es colaboradora de la emisora de radio Euskalerria Irratia, en el programa Irrintzi Plaza, donde cada semana lleva a las ondas la biografía de alguna mujer y ofrece charlas para público general sobre temas como escritura, mujer o mitología y en colegios. También ha participado en cuentacuentos y maratones de lectura. 
En 2022, además, se centró en la redacción de varios guiones de eventos musicales. 
Su última novela es "El café de los miércoles", publicada en marzo de 2021 con la editorial Erein.

## Obras
- - Ametsa, un sueño hecho realidad, 1998.
  - Coral Barañain: 25 años contando canciones y cantando historias, 2007.
  - Cuentos de Mitología Vasca para niños: (Editorial Denonartean, 2015-vol.I 2016-vol.II).
  - Mitología vasca. Cuentos infantiles (Editorial Txalaparta, 2015)
  - Emakume baten hausnarketak (Autoedición 2016)
  - Un volcán en la huerta (Editorial Denonartean, 2017)
  - Lekim, el niño cavernícola (Editorial Denonartean 2017)
  - Sin red (Editorial Denonartean 2018)
  - Olentzero y Maridomingi (Editorial Denonartean 2018)
  - Tartalo (Editorial Denonartean 2019)
  - Basajaun (Editorial Denonartean 2019)
  - Gizalabak (Amazon 2020)
  - El café de los miércoles (Erein, 2021)
  - Rotia y Ragón (Erein, 2021)
  - Mari (Denonartean, 2021)